# Cota (genre)
Pour les articles homonymes, voir Cota (homonymie).
Genre
Cota est un genre de plante à fleurs dicotylédones de la famille des Asteraceae. 

## Liste d'espèces
Selon Catalogue of Life (16 mai 2014) :
- Cota altissima
- Cota amblyolepis
- Cota antitaurica
- Cota austriaca
- Cota brachmannii
- Cota coelopoda
- Cota dalmatica
- Cota dipsacea
- Cota dubia
- Cota fulvida
- Cota halophila
- Cota jailensis
- Cota lyonnetioides
- Cota macrantha
- Cota melanoloma
- Cota monantha
- Cota oretana
- Cota oxylepis
- Cota palaestina
- Cota pestalozzae
- Cota samuelssonii
- Cota segetalis
- Cota tinctoria
- Cota triumfetti
- Cota wiedemanniana

Selon GRIN (16 mai 2014) :
- Cota altissima (L.) J. Gay
- Cota austriaca (Jacq.) Sch. Bip.
- Cota saguramica (Sosn.) Lo Presti & Oberpr.
- Cota tinctoria (L.) J. Gay
- Cota triumfettii (L.) J. Gay

Selon ITIS (16 mai 2014) :
- Cota tinctoria (L.) J. Gay

Selon The Plant List (16 mai 2014) :
- Cota altissima (L.) J.Gay
- Cota amblyolepis (Eig) Holub
- Cota antitaurica (Grierson) Holub
- Cota austriaca (Jacq.) Sch.Bip.
- Cota brachmannii (Boiss. & Heldr.) Boiss.
- Cota coelopoda (Boiss.) Boiss.
- Cota dalmatica (Scheele) Oberpr. & Greuter
- Cota dipsacea (Bornm.) Oberpr. & Greuter
- Cota dubia (Steven) Holub
- Cota fulvida (Grierson) Holub
- Cota halophila (Boiss. & Balansa) Oberpr. & Greuter
- Cota jailensis (Zefir.) Holub
- Cota lyonnetioides Boiss. & Kotschy
- Cota macrantha (Heuff.) Boiss.
- Cota melanoloma (Trautv.) Holub
- Cota monantha (Willd.) Oberpr. & Greuter
- Cota oretana (Carretero) Oberpr. & Greuter
- Cota oxylepis Boiss.
- Cota palaestina Reut. ex Unger & Kotschy
- Cota pestalozzae (Boiss.) Boiss.
- Cota samuelssonii (Rech.f.) Oberpr. & Greuter
- Cota segetalis (Ten.) Holub
- Cota tinctoria (L.) J.Gay
- Cota triumfetti (L.) J.Gay
- Cota wiedemanniana (Fisch. & C.A.Mey.) Holub

Selon Tropicos (16 mai 2014) (Attention liste brute contenant possiblement des synonymes) :
- Cota aligulata Losa
- Cota altissima J. Gay
- Cota austriaca J. Gay
- Cota cretacea Holub
- Cota dubia Holub
- Cota dumetorum Holub
- Cota euxina Holub
- Cota jailensis Holub
- Cota melanoloma (Trautv.) Holub
- Cota parnassica Boiss. & Heldr.
- Cota rigescens Holub
- Cota tinctoria (L.) J. Gay ex Guss.
- Cota wiedemanniana Holub
- Cota woronowii Holub
- Cota zygia Holub